# Marin VHF

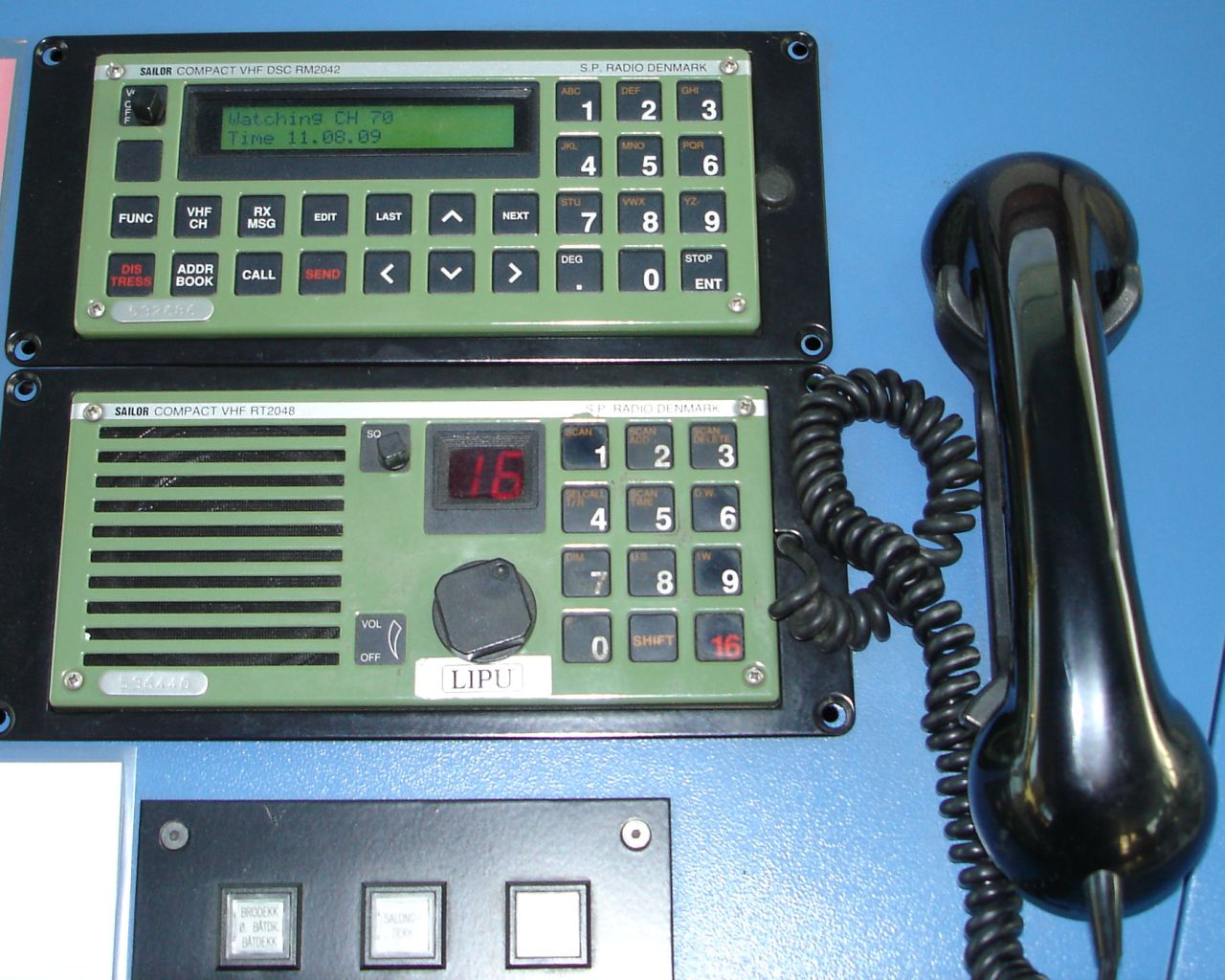
Marin VHF-radio med DSC-enhet

Marin VHF är en standard för kommunikationsradio, allmänt använd av den civila sjöfarten, sjöfartsmyndigheter och större nöjesbåtar. Kommunikationen sker på ett antal VHF-frekvenser i intervallet 156–174 MHz. Intervallet är uppdelat i 91 kanaler, där kanal 16 (156,800 MHz) är nödkanal och anropskanal. I en del länder används också kanaler något utanför det här intervallet. Till skillnad från PR-radio måste man ha licens för att skaffa och använda marin VHF-radio (ingen licens krävs i Sverige för att skaffa radiokommunikationsutrustning, licens krävs enbart för användande. Detta enligt Post & Telestyrelsen som äger frågan om tillstånd och certifikat. I Finland krävs tillstånd för innehav, och tillståndet förutsätter en behörig operatör).
Systemet används både för kommunikation mellan fartyg och mellan fartyg och någon av de kustradiostationer som finns utmed kuster, kanaler och större sjöar. De flesta VHF-kanaler används för samtal, som kan höras av alla som lyssnar på samma kanal, men vissa VHF-kanaler används också för andra tjänster, såsom DSC och AIS.
Av VHF-kanalerna används de flesta internationellt, men det finns också kanaler som används endast i vissa länder eller delar av världen, eller som används på olika sätt på olika håll. Man bör alltså kontrollera reglerna för de länder vars vatten man tänker bege sig till. Apparater som säljs i ett land ger inte nödvändigtvis tillgång till alla kanaler som används i ett annat. Ibland kan man genom apparatens inställningar välja vilket områdes kanaler man har tillgång till.
Inom sjöfarten används vid sidan av VHF också andra frekvensband, då VHF-signalerna normalt når endast något bortom horisonten. Fartygen kan också använda andra frekvenser för intern kommunikation.

## Användning
Fartyg under gång har traditionellt skyldighet att passa nöd- och anropskanalen 16. Denna skyldighet gäller dock inte alla fritidsbåtar och har delvis trappats ner då en digital nöd- och anropskanal genomförts genom GMDSS och DSC-systemet; passningsskyldigheten gäller numera i första hand den digitala nöd- och anropskanalen 70. I vissa områden föreligger skyldighet att passa någon annan kanal vid sidan av kanal 16 och 70, såsom kanalen för regional fartygstrafikservice.
Också sjöräddningscentralerna och vissa andra kustradiostationer passar kanal 16 och 70. En del kustradiostationer har egna anropsfrekvenser. Också mellan fartyg kan man använda andra anropskanaler vid sidan av kanal 16 för att avlasta denna, till exempel användes i nordiska vatten tidigare kanal L2 som anropskanal mellan fritidsfartyg.
Traditionellt går ett VHF-samtal mellan fartyg till så att man lyssnar på någon kanal avsedd för trafik mellan fartyg för att försäkra sig om att den är ledig, byter till anropskanalen, anropar fartyget man vill tala med och uppger vem man själv är. Vid svar uppger man den valda kanalen, båda byter till den och samtalet fortsätter där. Numera kan man också använda DSC-funktionen och det andra fartygets sjöradionummer (MMSI-nummer), varvid det valda fartyget utan muntligt anrop uppmärksammas på att man vill ha kontakt på en viss kanal. Vid anrop av kustradio används antingen kanal 16 eller en för kustradiostationen specifik anropskanal, medan valet av arbetskanal oftast överlåts på kustradiostationen, som vet vilka arbetskanaler den har tillgång till i området ifråga.
Vid samtal mellan fartyg använder VHF-radio halv duplex, varvid man inte samtidigt kan sända och ta emot (tala och lyssna). Kanalerna avsedda för kommunikation med kustradiostationer är däremot duplex-kanaler, bestående av två frekvenser. Fartyget sänder på frekvens A och lyssnar på frekvens B, kuststationen sänder på frekvens B och lyssnar på frekvens A. Med lämplig utrustning kan man då tala och lyssna samtidigt. På en del radioapparater spärras mottagning vid egen sändning, därmed kan man inte samtidigt tala och lyssna heller på dessa kanaler.
Kustradiostationerna tar emot nödanrop och sänder ut sjöinformation som till exempel väderrapporter och broöppningstider. Kustradiostationerna kan även i flera länder (dock inte längre i till exempel Finland) förmedla telefonsamtal till och från det allmänna telefonnätet.
Radiotrafiken är konfidentiell, utom nödanrop, eventuellt kommunikation på allmän anropskanal samt kommunikation som är avsedd att mottas allmänt. Den som har tagit emot eller annars fått kännedom om en konfidentiell radiosändning som inte är avsedd för honom eller henne får inte orättmätigt röja eller utnyttja uppgifter om innehållet i sändningen eller om dess existens.
För att få använda marin VHF behövs tillstånd, som i Sverige utfärdas av Post- och telestyrelsen, i Finland av Kommunikationsverket. Det behövs tillstånd för radiostationen (fartyget eller båten) och licens för operatören (i småbåtar oftast ägaren). Licensen för operatören förutsätter kunskaper bland annat om hur nödtrafik skall hanteras. På fartyg på vilka VHF-radio är obligatorisk krävs i allmänhet mer omfattande kunskaper än på fritidsbåtar.

## VHF i fritidsbåtar
På senare år, främst i slutet av 1990-talet och fram till idag, har användandet av VHF-radio ökat bland fritidsbåtfolket, främst beroende på det faktum att mobiltelefonin ibland har dålig täckning utanför kusterna, samt att VHF-radioapparaterna har blivit överkomliga i pris och mer tekniskt anpassade för bruk i fritidsbåtar. De tidigare använda kortvågsfrekvenserna var ofta överbelastade, genom att samtal vid vissa väderförhållanden kunde höras mycket lång väg. Några kanaler har reserverats för fritidsbåtar, men också övriga kanaler är tillgängliga för dem på samma sätt som för övriga fartyg. Kanalerna för fritidsbåtar är i Norden och Estland L1 (155,500 MHz) och L2 (155,525 MHz), i Finland och Norge också L3 (155,650 MHz). "L" står för ”leisure”. Frekvenserna för L1 och L2 används i Sverige också för annan kommunikationsradio. L2 har använts som anropskanal mellan fritidsbåtar, men numera används oftast kanal 16 också då (men användningen av kanal 16 för anrop mellan fritidsbåtar är förbjuden i en del andra vatten).

## VHF i fiskefartyg
Yrkesfiskare använder liksom övrig sjöfart den marina VHF-radion. Precis som fritidsbåtarna har fiskefartygen egna kanaler, i Norden F1 (155,625 MHz), F2 (155,775 MHz) och F3 (155,825 MHz) där "F" står för "fishing". F3 får användas också av icke-registrerade fiskefartyg såsom fritidsfiskare.

## Apparatur
Det finns både fasta och bärbara telefoner för marin VHF. Vanligen har större båtar en fast radio med DSC kopplad till satellitnavigatorn och eventuellt en bärbar VHF för bruk i jolle och räddningsflotte. Den fasta apparaten är vanligen kopplad till båtens normala elsystem och en högt monterad antenn, medan de bärbara apparaterna har eget batteri och inbyggd antenn, eventuellt också möjlighet att kopplas till fast utrustning. En del nyare bärbara modeller har inbyggd satellitnavigator och DSC. VHF-radio för fartyg som omfattas av SOLAS skiljer sig från apparater för andra båtar, bland annat genom att DSC-enheten är mångsidigare.

## Räckvidd
Radiovågorna som marin VHF använder breder under normala förhållanden ut sig ungefär rätlinjigt, som synligt ljus. De kröker sig dock något runt horisonten och andra hinder. Mellan småbåtar (antennen på höjd under 5 m) blir räckvidden ungefär 6 nautiska mil (11 km), mellan segelbåtar med antennen i masttoppen (9–18 meter) ungefär 14–17 nautiska mil (26–31 km) samt mellan en kustradiostation med hög antennmast (150 meter) och ovannämnda båtar ungefär 31–38 nautiska mil (57–65 km), beroende på höjden på båtens antenn. Räckvidden kan begränsas väsentligt av terränghinder. Avståndet till den så kallade radiohorisonten kan beräknas med formeln {\displaystyle R=2,2\cdot {\sqrt {h}}}, där {\displaystyle R} är räckvidden i nautiska mil och {\displaystyle h} stationens höjd i meter. För att få det maximala avståndet för kommunikation (under normala förhållanden) summerar man detta avstånd för de två stationerna ({\displaystyle R_{1}+R_{2}}).
Räckvidden påverkas också av antennernas egenskaper, montering och skick, föremål och konstruktioner nära antennen samt sändareffekten, som högst får vara 25 W. Bärbara VHF-apparater sänder vanligen högst med 5 W. Vid samtal mellan radiostationer nära varandra används lägre effekt, oftast 1 W, vilken beroende på antennhöjd normalt räcker för 5–16 nautiska mil (10–30 km).
Hörbarheten vid digital kommunikation (DSC) är bättre än vid tal. Därför kan en nödsignal uppfattas också då man inte har tillräcklig hörbarhet för att föra samtal. Nödanrop med DSC upprepas också automatiskt tills de kvitterats.

## Kanaltabell
Användningen av maritima VHF kanaler regleras internationellt av ITU och i Sverige av PTS, nedan följer den svenska användningen som alltså kan skilja sig mot internationella regler.
| L1       | 155,500 | 155,500 | Kommunikation mellan fritidsbåtar                  |                                                                           | Fritidsbåtar, även jägare m.fl. på land            | Kommunikation mellan fritidsbåtar (Norden och Estland) |                                                    |                                                    |
| L2       | 155,525 | 155,525 | Kommunikation mellan fritidsbåtar                  |                                                                           | Fritidsbåtar, även jägare m.fl. på land            | Kommunikation mellan fritidsbåtar (Norden och Estland) |                                                    |                                                    |
| L3       | 155,650 | 155,650 |                                                    |                                                                           |                                                    | Kommunikation mellan fritidsbåtar (Finland, Island och Norge)                                                                                                 |                                                    |                                                    |
| F1       | 155,625 | 155,625 | Kommunikation mellan yrkesfiskefartyg              |                                                                           | Yrkesfiskefartyg                                   | Kommunikation mellan yrkesfiskefartyg |                                                    |                                                    |
| F2       | 155,775 | 155,775 | Kommunikation mellan yrkesfiskefartyg              |                                                                           | Yrkesfiskefartyg                                   | Kommunikation mellan yrkesfiskefartyg |                                                    |                                                    |
| F3       | 155,825 | 155,825 | Kommunikation mellan fiskefartyg                   |                                                                           | Yrkesfiskefartyg och fiskebåtar                    | Kommunikation mellan yrkesfiskefartyg också för andra fiskebåtar                                                                                              |                                                    |                                                    |
| 0        | 156,000 | 160,600 |                                                    |                                                                           |                                                    | |                                                    |                                                    |
| 1        | 156,050 | 160,650 |                                                    | Kinnekulle                                                                |                                                    | Allmän trafik (samtalsförmedling) Hamn eller manövrering |                                                    |                                                    |
| 2        | 156,100 | 160,700 |                                                    |                                                                           |                                                    | Allmän trafik (samtalsförmedling) Hamn eller manövrering |                                                    |                                                    |
| 3        | 156,150 | 160,750 |                                                    | Trollhättan                                                               |                                                    | Allmän trafik (samtalsförmedling) Hamn eller manövrering |                                                    |                                                    |
| 4        | 156,200 | 160,800 |                                                    |                                                                           |                                                    | Allmän trafik (samtalsförmedling) Hamn eller manövrering |                                                    |                                                    |
| 5        | 156,250 | 160,850 |                                                    | Bäckefors                                                                 |                                                    | Allmän trafik (samtalsförmedling) Hamn eller manövrering |                                                    |                                                    |
| 6        | 156,300 | 156,300 |                                                    |                                                                           |                                                    | Mellan fartyg a) även för kommunikation mellan fartyg och luftfarkoster vid efterspanings- och räddningsinsatser                                              |                                                    |                                                    |
| 7        | 156,350 | 160,950 |                                                    |                                                                           |                                                    | Allmän trafik (samtalsförmedling) Hamn eller manövrering |                                                    |                                                    |
| 8        | 156,400 | 156,400 |                                                    |                                                                           |                                                    | Mellan fartyg |                                                    |                                                    |
| 9        | 156,450 | 156,450 |                                                    |                                                                           |                                                    | VTS inom Finland (Mellan fartyg + Hamn eller manövrering |                                                    |                                                    |
| 10       | 156,500 | 156,500 |                                                    |                                                                           |                                                    | Mellan fartyg Hamn eller manövrering även efterspanings-, räddnings- och oljebekämpningsverksamhet arrangerad av myndigheter. På Finska viken endast rysk VTS |                                                    |                                                    |
| 11       | 156,550 | 156,550 |                                                    |                                                                           |                                                    | Hamn eller manövrering |                                                    |                                                    |
| 12       | 156,600 | 156,600 |                                                    |                                                                           |                                                    | Hamn eller manövrering |                                                    |                                                    |
| 13       | 156,650 | 156,650 |                                                    |                                                                           |                                                    | Pilots Mellan fartyg Hamn eller manövrering |                                                    |                                                    |
| 14       | 156,700 | 156,700 |                                                    |                                                                           |                                                    | Sjöräddning (ej nödtrafik), även Turku Radio (Hamn eller manövrering)                                                                                         |                                                    |                                                    |
| 15       | 156,750 | 156,750 |                                                    |                                                                           |                                                    | max 1 W Intraship Mellan fartyg Hamn eller manövrering |                                                    |                                                    |
| 16       | 156,800 | 156,800 | Internationell nöd-, säkerhets- och anropsfrekvens | Internationell nöd-, säkerhets- och anropsfrekvens                        | Internationell nöd-, säkerhets- och anropsfrekvens | Internationell nöd-, säkerhets- och anropsfrekvens | Internationell nöd-, säkerhets- och anropsfrekvens | Internationell nöd-, säkerhets- och anropsfrekvens |
| 17       | 156,850 | 156,850 |                                                    |                                                                           |                                                    | max 1 W Intraship Mellan fartyg Hamn eller manövrering |                                                    |                                                    |
| 18       | 156,900 | 161,500 |                                                    |                                                                           |                                                    | Allmän trafik (samtalsförmedling) Hamn eller manövrering |                                                    |                                                    |
| 19       | 156,950 | 161,550 |                                                    |                                                                           |                                                    | Allmän trafik (samtalsförmedling) Hamn eller manövrering |                                                    |                                                    |
| 20       | 157,000 | 161,600 |                                                    |                                                                           |                                                    | Allmän trafik (samtalsförmedling) Hamn eller manövrering |                                                    |                                                    |
| 21       | 157,050 | 161,650 |                                                    | Kivik                                                                     |                                                    | Allmän trafik (samtalsförmedling) Hamn eller manövrering |                                                    |                                                    |
| 22       | 157,100 | 161,700 |                                                    | Ölands Södra Udde Strömstad Grimeton                                      |                                                    | Allmän trafik (samtalsförmedling) Hamn eller manövrering |                                                    |                                                    |
| 23       | 157,150 | 161,750 |                                                    | Skellefteå Härnösand Gävle Stockholm/Nacka* Västervik Kungshamn Jönköping |                                                    | Allmän trafik (samtalsförmedling) Hamn eller manövrering |                                                    |                                                    |
| 24       | 157,200 | 161,800 |                                                    |                                                                           |                                                    | Allmän trafik (samtalsförmedling) Hamn eller manövrering |                                                    |                                                    |
| 25       | 157,250 | 161,850 |                                                    |                                                                           |                                                    | Allmän trafik (samtalsförmedling) Hamn eller manövrering |                                                    |                                                    |
| 26       | 157,300 | 161,900 |                                                    | Stockholm/Nacka                                                           |                                                    | Allmän trafik (samtalsförmedling) Hamn eller manövrering |                                                    |                                                    |
| 27       | 157,350 | 161,950 |                                                    |                                                                           |                                                    | Allmän trafik (samtalsförmedling) Hamn eller manövrering |                                                    |                                                    |
| 28       | 157,400 | 162,000 |                                                    |                                                                           |                                                    | Allmän trafik (samtalsförmedling) Hamn eller manövrering |                                                    |                                                    |
| 60       | 156,025 | 160,625 |                                                    | Kalix Sundsvall Kalmar Göteborg Helsingborg                               |                                                    | GOFREP (Finland) på Finska viken Allmän trafik (samtalsförmedling) Hamn eller manövrering                                                                     |                                                    |                                                    |
| 61       | 156,075 | 160,675 |                                                    | Luleå Hudiksvall Torö Uddevalla                                           |                                                    | GOFREP (Estland) på Finska viken Allmän trafik (samtalsförmedling) Hamn eller manövrering                                                                     |                                                    |                                                    |
| 62       | 156,125 | 160,725 |                                                    | Umeå Östhammar Fårö Hoburgen Karlshamn(Hörvik) Grebbestad Halmstad Motala |                                                    | Allmän trafik (samtalsförmedling) Hamn eller manövrering |                                                    |                                                    |
| 63       | 156,175 | 160,775 |                                                    | Örnsköldsvik Visby Västerås                                               |                                                    | Allmän trafik (samtalsförmedling) Hamn eller manövrering |                                                    |                                                    |
| 64       | 156,225 | 160,825 |                                                    | Mjällom Norrköping                                                        |                                                    | Allmän trafik (samtalsförmedling) Hamn eller manövrering |                                                    |                                                    |
| 65       | 156,275 | 160,875 |                                                    | Gotska Sandön Malmö Karlstad                                              |                                                    | Allmän trafik (samtalsförmedling) Hamn eller manövrering |                                                    |                                                    |
| 66       | 156,325 | 160,925 |                                                    | Södertälje                                                                |                                                    | Allmän trafik (samtalsförmedling) Hamn eller manövrering |                                                    |                                                    |
| 67       | 156.375 | 156,375 | SAR-arbetskanal                                    |                                                                           | Sweden Rescue                                      | VTS (Mellan fartyg + Hamn eller manövrering) |                                                    |                                                    |
| 68       | 156,425 | 156.425 |                                                    |                                                                           |                                                    | Hamn eller manövrering |                                                    |                                                    |
| 69       | 156,475 | 156,475 |                                                    |                                                                           |                                                    | A Mellan fartyg Hamn eller manövrering |                                                    |                                                    |
| 70       | 156,525 | 156,525 | Digitalt selektivanrop                             | Digitalt selektivanrop                                                    | Digitalt selektivanrop                             | Digitalt selektivanrop | Digitalt selektivanrop                             | Digitalt selektivanrop                             |
| 71       | 156,575 | 156,575 |                                                    |                                                                           |                                                    | VTS (Mellan fartyg + Hamn eller manövrering) Hamn eller manövrering                                                                                           |                                                    |                                                    |
| 72       | 156,625 | 156,625 |                                                    |                                                                           |                                                    | Mellan fartyg Ship-to-air |                                                    |                                                    |
| 73       | 156,675 | 156,675 |                                                    |                                                                           |                                                    | A Mellan fartyg Ship-to-air (Hamn eller manövrering) |                                                    |                                                    |
| 74       | 156,725 | 156,725 | SAR-arbetskanal                                    |                                                                           | Sweden Rescue                                      | Hamn eller manövrering |                                                    |                                                    |
| 75       | 156,775 | 156,775 |                                                    |                                                                           |                                                    | Restricted Mellan fartyg Hamn eller manövrering |                                                    |                                                    |
| 76       | 156,825 | 156,825 |                                                    |                                                                           |                                                    | Restricted Hamn eller manövrering |                                                    |                                                    |
| 77       | 156,875 | 156,875 |                                                    |                                                                           |                                                    | Mellan fartyg |                                                    |                                                    |
| 78       | 156,925 | 161,525 |                                                    |                                                                           |                                                    | Allmän trafik (samtalsförmedling) Hamn eller manövrering |                                                    |                                                    |
| 79       | 156,975 | 161,575 |                                                    |                                                                           |                                                    | Allmän trafik (samtalsförmedling) Hamn eller manövrering |                                                    |                                                    |
| 80       | 157,025 | 161,625 |                                                    |                                                                           |                                                    | GOFREP (Finland) på Finska viken, reservkanal Allmän trafik (samtalsförmedling) Hamn eller manövrering                                                        |                                                    |                                                    |
| 81       | 157,075 | 161,675 |                                                    | Karlskrona Tjörn                                                          |                                                    | GOFREP (Estland) på Finska viken, reservkanal Allmän trafik (samtalsförmedling) Hamn eller manövrering                                                        |                                                    |                                                    |
| 82       | 157,125 | 161,725 |                                                    | Väddö                                                                     |                                                    | Allmän trafik (samtalsförmedling) Hamn eller manövrering |                                                    |                                                    |
| 83       | 157,175 | 161,775 |                                                    | Kramfors Svenska Högarna                                                  |                                                    | Allmän trafik (samtalsförmedling) Hamn eller manövrering |                                                    |                                                    |
| 84       | 157,225 | 161,825 |                                                    |                                                                           |                                                    | Allmän trafik (samtalsförmedling) Hamn eller manövrering |                                                    |                                                    |
| 85       | 157,275 | 161,875 |                                                    |                                                                           |                                                    | Allmän trafik (samtalsförmedling) Hamn eller manövrering |                                                    |                                                    |
| 86       | 157,325 | 161,925 |                                                    |                                                                           |                                                    | Allmän trafik (samtalsförmedling) Hamn eller manövrering |                                                    |                                                    |
| 87       | 157,375 | 157,375 |                                                    |                                                                           |                                                    | Allmän trafik (samtalsförmedling) Hamn eller manövrering |                                                    |                                                    |
| 88       | 157,425 | 157,425 |                                                    |                                                                           |                                                    | Commercial, Intership only. |                                                    |                                                    |
| 87B/AIS1 | 161,975 | 161,975 | Automatic Identification System                    | Automatic Identification System                                           | Automatic Identification System                    | Automatic Identification System | Automatic Identification System                    | Automatic Identification System                    |
| 88B/AIS2 | 162,025 | 162,025 | Automatic Identification System                    | Automatic Identification System                                           | Automatic Identification System                    | Automatic Identification System | Automatic Identification System                    | Automatic Identification System                    |

"Samtalsförmedling" i tabellen innebär att kanalen är åtminstone delvis reserverad för duplex-samtal mellan fartyg och det fasta telefonnätet, förmedlade av kustradiostation. Servicen har lagts ned i Finland.
"Hamn eller manövrering" definieras som "Hamnkommunikation eller fartygsmanövrering".
"Mellan fartyg" innebär kommunikation (samtal) mellan fartyg.
* Ej väder/varningar/listor